# Injured Reserve List
Die Injured Reserve List (dt. etwa Verletzten-Reservisten-Liste) ist eine Bezeichnung aus dem Regelwerk der US-amerikanischen Mannschaftssportarten und beschreibt den Status eines Spielers, der verletzt ist und für einen bestimmten Zeitraum nicht in der Lage ist, Spiele zu bestreiten. Der Begriff findet vor allem in den Sportarten American Football und Eishockey Verwendung. Im Baseball gibt es eine sogenannte Disabled List, beim Basketball die Inactive List, nachdem die Injured Reserve List von den Teams als „Spielerparkplatz“ missbraucht wurde.
Je nach Sportart gibt es verschiedene Regelungen, welche Spieler sich auf der Liste befinden, was ihnen in dieser Zeit erlaubt ist und was nicht. Dies steht meist im Zusammenhang mit dem abgeschlossenen Collective Bargaining Agreement, einer Art Tarifvertrag zwischen der Ligaleitung und den Spielern.

## American Football
In der National Football League dürfen Spieler, die auf die Liste gesetzt werden, nicht mehr mit dem Team trainieren und zum aktiven Kader zurückgeholt werden. Seit der Saison 2012 darf ein einziger Spieler eines Teams, der dem 53-Mann-Kader zum Start der Saison angehörte (dies war keine Voraussetzung für die Saison 2012) und der sechs Wochen nicht trainieren oder spielen kann, nach der 6. Woche der Regular Season wieder mit der Mannschaft trainieren und nach der 8. Woche wieder aktiviert werden und spielen. Bis zur Saison 2016 musste dieser Spieler bereits bei der Platzierung als designated to return gekennzeichnet werden. Seit der Saison 2017 darf jedes Franchise zwei Spieler aktivieren. Ab der Saison 2020 dürfen drei Spieler pro Franchise aktiviert werden. Zur Saison 2022 wurde die Möglichkeit Spieler zurückkehren zu lassen auf acht Slots pro Team erweitert, wovon maximal zweimal der gleiche Spieler wieder in den aktiven Kader wechseln darf. Zudem wurde die Minimalzeit auf der IR List auf vier Wochen reduziert.
Wenn Teams der NFL einen Spieler mit einer minor-injury designation (dt.: Kennzeichnung einer leichten Verletzung) auf die Injured Reserve setzen, der eine Verletzung hat, die vor Ende der Saison wieder überwunden ist, dann muss der Spieler nach seiner Genesung entlassen werden.

## Eishockey
In der National Hockey League kann ein Spieler auf die Liste gesetzt werden, wenn er verletzt, angeschlagen, krank oder nicht in der Lage ist, seinen Verpflichtungen als Eishockeyspieler nachzukommen. Ein Spieler, der sich auf der Liste befindet, muss dort mindestens sieben Tage verbleiben. Sein Verein darf jedoch den frei gewordenen Platz im Kader mit einem anderen Spieler auffüllen, obwohl der verletzte Spieler weiterhin offiziell zum Kader gehört und verpflichtet ist, an Presseterminen teilzunehmen, und, falls es ihm seine Verfassung gestattet, auch am Mannschaftstraining.